# Michael Diller (Theologe)
Johann Michael Diller († 1570 in Heidelberg) war ein deutscher lutherischer Geistlicher, Theologe und Reformator.

## Leben
Diller predigte schon 1529 als Prior des Augustinerklosters in Speyer im lutherischen Sinne. 1538 wurde er vom Rat der Stadt Speyer zunächst heimlich, 1540 öffentlich als Pfarrer angenommen. Zur Vermeidung von Konflikten mit Kaiser Karl V. verließ er die Stadt 1541 und 1544 vorübergehend. Pfalzgraf Ottheinrich beauftragte ihn 1542 mit der Durchführung der Reformation in Pfalz-Neuburg. Nach der Niederlage der Protestanten im Schmalkaldischen Krieg dem Augsburger Interim 1548 musste er Speyer verlassen und flüchtete nach Basel. 1552 wurde er Hofprediger Ottheinrichs in Neuburg, 1556 in Heidelberg. Dort war Diller zugleich Pfarrer an der Heiliggeistkirche und Kirchenrat.
Gemeinsam mit Heinrich Stolo oder Stoll (Professor der Theologie und Pfarrer von Hl. Geist) und Johannes Marbach verfasste Diller die lutherische Kirchenordnung für die Pfalz. Er führte die ersten Visitationen durch und nahm am Wormser (1557) und Maulbronner Religionsgespräch (1564) teil. Ursprünglich gemäßigter Lutheraner, wandte er sich im Laufe der Zeit stärker dem Calvinismus zu und unterstützte Kurfürst Friedrich III. bei der Umgestaltung der Kurpfalz zu einem reformierten Territorium.